# Pterolophia holorufa
Pterolophia holorufa là một loài bọ cánh cứng trong họ Cerambycidae.